# Slezsko-lužická nížina
Slezsko-lužická nížina (polsky Nizina Śląsko-Łużycka, geomorf. číslo 317.7) je rozlehlá nížina na polsko-německém pomezí, konkrétně mezi Dolnoslezským vojvodstvím v jihozápadním Polsku a Saskem v jihovýchodním cípu Německa.

## Poloha
Jde o nejjihovýchodnější část (makroregion) podoblasti Sasko-lužická nížina. Ze severu sousedí s Lužickými vrchy (s Mużakowským hřbetem / Muskau), ze severu a severovýchodu s Třebnickým vrchem, na východě se Slezskou nížinou a na jihu se Krkonošsko-jesenickou subprovincií (Jesenická oblast/Sudety, Krkonoše/Západosudetské předhůří).

## Geografie
V Polsku se rozlišují tyto mezoregiony: Dolnoslezské bory, Šprotavská plošina, Lubinská plošina, Lehnická plošina a Chojnovská plošina.

### Řeky
Větší řeky: Kačava/Kaczawa, Šprotava/Szprotawa, Bobr/Bóbr, Kwisa, Velká Černá/Czerna Wielka, Lužická Nisa/Nysa Łużycka.

### Města
Mezi největší města na Polské straně patří Lehnice, Lubin, Boleslavec, Zhořelec, Zaháň a Javor.